# Rhyacophila mroczkowskii
Rhyacophila mroczkowskii är en nattsländeart som beskrevs av Lazar Botosaneanu 1970. Rhyacophila mroczkowskii ingår i släktet Rhyacophila och familjen rovnattsländor. Inga underarter finns listade i Catalogue of Life.